# E64号線

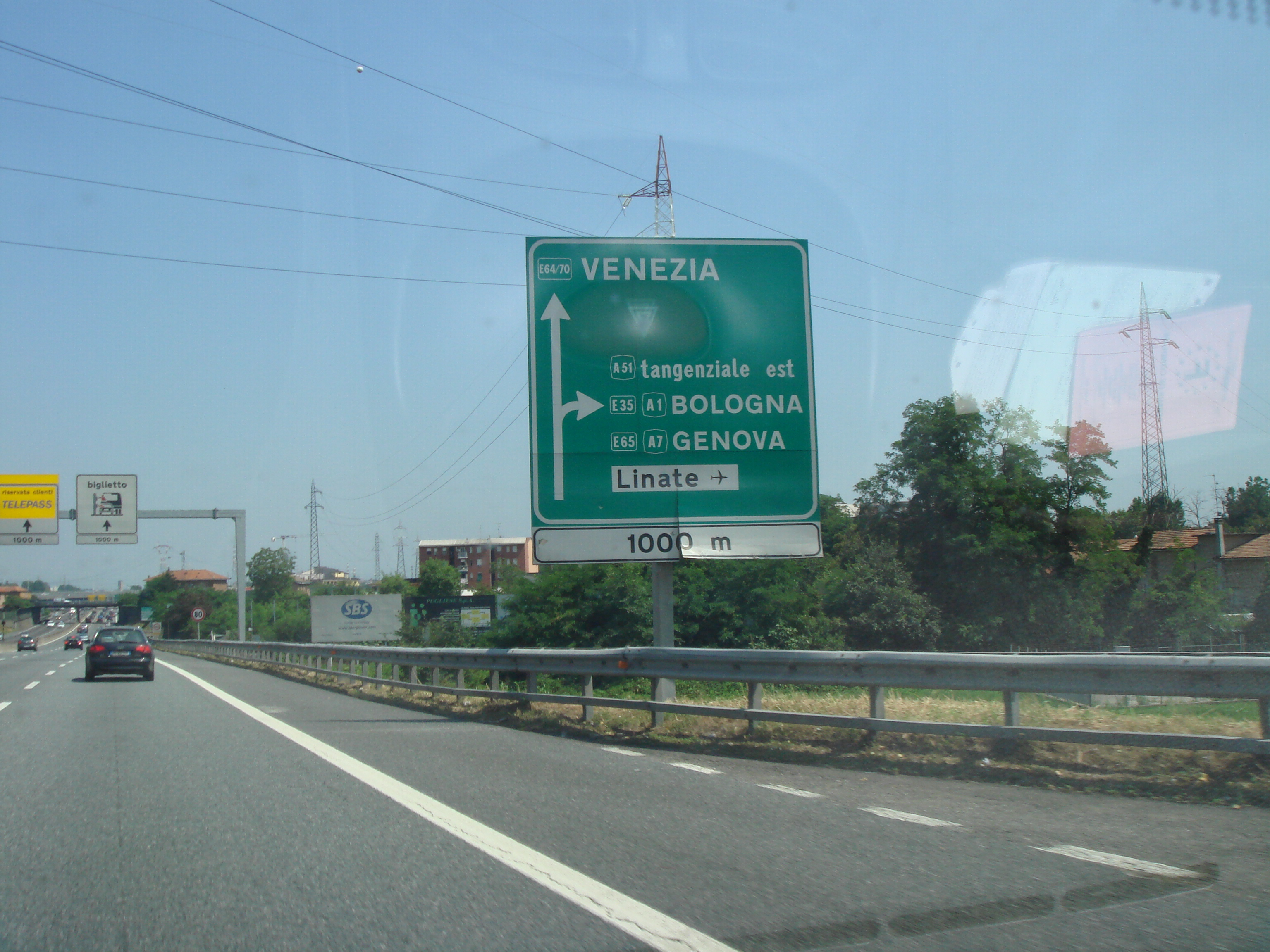
ミラノ近郊

E64号線 (E64ごうせん、英: European route E64) は、欧州自動車道路のAクラス幹線道路。全線がイタリアにあり、トリノ – ブレシアを結ぶ。

## 経路
- イタリア
  - E70、E612、E717 – トリノ
  - E35、E62 – ミラノ
  - E70 – ブレシア